# Geai (roman)
Geai est un court roman de Christian Bobin publié en 1998 par les Éditions Gallimard.

## Incipit
Geai était morte depuis deux mille trois cent quarante-deux jours quand elle commença à sourire. Ce sourire, au début, personne pour le voir. Que deviennent les choses que personne ne voit ? Elles grandissent. Tout ce qui grandit grandit dans l'invisible et prend, avec le temps, de plus en plus de force, de plus en plus de place. Donc le sourire de Geai, noyée depuis deux mille trois cent quarante-deux jours dans le lac de Saint-Sixte, en Isère, commença à donner de plus en plus de lumière.

## Résumé
En marge du hameau de Saint-Sixte (Isère), un jour d'hiver, un garçon de huit ans, marche sur la glace.
Albain est seul, il a marché jusqu'au milieu du lac, et il a vu la robe rouge, le visage de Geai et le sourire sur le visage (p. 11).
Miracle, vision, invention d'une rédaction à écrire ? 
À l'école, Isabelle est la femme qui n'existe pas, et à qui instituteur et élèves (en classe unique) écrivent.
L'enfant est entouré de féminités : Prune (huit ans), Babille (cinq ans), Cogne (quatre ans), et très seul.
Un accident de luge (un sapin qui traverse) : trois mois de sommeil, puis des migraines.
Puis, l'enfant grandit, toujours accompagné de Geai, invisible à tout autre...

## Éditions
- Gallimard, Collection Blanche,  (ISBN 2070753204 et 9782070753208)
- réédition, Livre de Poche,  (ISBN 978-2070415069 et 2070415066)

## Réception
Parmi les rares recensions francophones exclusives, deux semblent plus pertinentes dans l'appréciation, de ce prodige : un vrai régal, un conte, en phrases simples, évidentes, sans subordonnée circonstancielle.